# Nacktfußwiesel

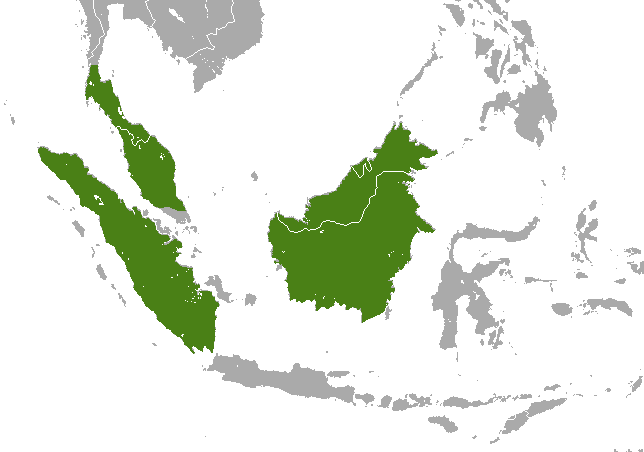
Verbreitungsgebiet des Nacktfußwiesels

Das Nacktfußwiesel (Mustela nudipes) ist eine Raubtierart aus der Familie der Marder (Mustelidae).

## Merkmale
Nacktfußwiesel sind schlank und langgestreckt mit kurzen Beinen. Sie erreichen eine Kopfrumpflänge von 30 bis 36 Zentimeter und eine Schwanzlänge von 24 bis 26 Zentimeter. Ihr Gewicht liegt etwa bei einem Kilogramm. Namensgebendes Merkmal sind die unbehaarten Fußsohlen, was ansonsten nur vom Rückenstreifenwiesel bekannt ist. Die Färbung ihres Fells variiert von rötlichbraun bis hellgrau, der Kopf ist deutlich heller als der übrige Körper, fast weißlich. Die körpernahe Hälfte des buschigen Schwanzes hat die gleiche Farbe wie der Rumpf, die Schwanzspitze ist weiß.

## Lebensraum und Lebensweise
Diese Tiere sind in Südostasien beheimatet, ihr Verbreitungsgebiet umfasst die Malaiische Halbinsel sowie die Inseln Sumatra und Borneo. Dort leben die Nacktfußwiesel in Regenwäldern in Höhen von 400 bis 1700 Metern oft in der Nähe von Gewässern. Über ihre Lebensweise ist kaum etwas bekannt, vermutlich stimmt sie mit der anderer Wiesel überein. Sie leben terrestrisch (auf dem Boden), einzelgängerisch und ernähren sich von kleinen Säugetieren, Vögeln, Reptilien und Amphibien. Die Weibchen bekommen pro Wurf maximal 4 Junge.
Nacktfußwiesel dürften noch relativ häufig sein, sie zählen nicht zu den bedrohten Arten.

## Belege
1. 1 2  Don E. Wilson, Russell A. Mittermeier: Handbook of the Mammals of the World – Volume 1 Carnivores. Lynx Editions, 2009, ISBN 978-84-96553-49-1. Seite 653.
2. ↑  Mustela nudipes in der Roten Liste gefährdeter Arten der IUCN 2013.2. Eingestellt von: Duckworth, J.W. & Kanchanasaka, B., 2008. Abgerufen am 22. Januar 2014.